# Oksana Rachmatulina
Oksana Jewgienjewna Rachmatulina, z domu Anufrijewa (ros. Оксана Евгеньевна Рахматулина, Ануфриева; ur. 7 grudnia 1976 w Ałmaty) – rosyjska koszykarka występująca na pozycjach rozgrywającej lub rzucającej, reprezentantka kraju, multimedalistka międzynarodowych imprez koszykarskich.

## Osiągnięcia
Na podstawie, o ile nie zaznaczono inaczej.
Drużynowe
- Mistrzyni:
  - Ligi Światowej FIBA (2003)[4]
  - Eurocup (2007)
  - Rosji (2004, 2009)
- Wicemistrzyni Rosji (2002, 2003, 2005)
- Brąz mistrzostw Rosji (2006, 2008)
- 3. miejsce w Eurolidze (2008, 2009)
- Zdobywczyni Pucharu Rosji (2004, 2009)
- Finalistka Pucharu Rosji (2008)

### Reprezentacja
Seniorska
- Mistrzyni Europy (2003, 2007)[5][6]
- Wicemistrzyni:
  - świata (2002, 2006)[7][8]
  - Europy (2001, 2005)[9][10]
- Brązowa medalistka olimpijska (2004, 2008)[11][12][13][14][15]
- Uczestniczka:
  - kwalifikacji do Eurobasketu (2001, 2003)
  - turnieju FIBA Diamond Ball (2008 – 5. miejsce)[16]

Młodzieżowe
- Brązowa medalistka uniwersjady (1999)